# Antonia Pozzi
Antonia Pozzi   (Milà, 13 de febrer de 1912 - Milà, 3 de desembre de 1938) va ser una poeta italiana.

## Biografia
Antonia Pozzi va néixer el 1912 a Milà. Filla de l'advocat Roberto Pozzi i la comtessa Lina Cavagna Sangiuliani di Gualdana, va rebre una acurada formació acadèmica.
Va entrar a l'escola secundària Manzoni el 1922. El 1930 es va matricular a la Facultat de Filologia de la Universitat de Milà, on es va fer amiga del poeta Vittorio Sereni i altres escriptors de la seva generació com Enzo Paci, Luciano Anceschi i Remo Cantoni. El 1935 va obtenir una llicenciatura en Literatura i va fer la tesi sobre Gustave Flaubert.
En aquesta època va iniciar una relació amorosa amb el seu professor de Llatí i Grec de l'escola Manzoni, Antonio Maria Cervi, que va acabar el 1933, possiblement a causa de la intervenció dels seus pares.
Antonia Pozzi havia començat a escriure poesia quan era adolescent. Portava un diari, escrivia cartes i feia fotografies, registrant els seus estudis i viatges, així com els seus sentiments. La seva casa i la seva biblioteca personal estaven a la vila familiar a Pasturo (Lecco), al peu de les muntanyes Grigna, a la Llombardia. En la maduresa havia planejat escriure una novel·la històrica ambientada a la Llombardia.
Des de ben jove va acusar una angoixa existencial que s'agreujaria amb algunes doloroses experiències: relacions familiars opressives, desencisos amorosos, la impossibilitat de la maternitat o la situació a la Itàlia de Mussolini.
El 2 de desembre de 1938, després d'un intent de suïcidi amb barbitúrics, va ser trobada inconscient en una rasa davant de l'abadia de Chiaravalle, un suburbi de Milà; va morir l'endemà i va ser enterrada en el petit cementiri de Pasturo. La família es va negar a admetre que havia estat un suïcidi, atribuint la seva mort a la pneumònia. El seu testament va ser destruït pel seu pare; els seus poemes, escrits en quaderns, i inèdits abans de la seva mort, també van ser editats i prèviament manipulats per ell abans de la seva publicació.
Pozzi és considerada una de les veus més originals de la literatura italiana moderna. Al llarg de la seva vida va escriure 300 poemes, tots publicats després de la seva mort el 1938, als 26 anys. Encara que Pozzi no va obtenir reconeixement en vida, els seus poemes s'han editat i reeditat moltes vegades a Itàlia i, a partir dels anys vuitanta, els seus textos es van restituir, deslliurats de les alteracions a què els havia sotmès el pare en les primeres edicions. S'han traduït a diversos idiomes com l’anglès, l’alemany, el francès, el castellà, el romanès, el portuguès, el rus, el polonès i també el català.

## Recreacions i memòria
La vila de Pasturo ofereix visites guiades a la que fou casa seva, així com un recorregut per diferents indrets de la població que fou tan significativa en la vida i la poesia de Pozzi.
L'any 2015 s'estrenà la pel·lícula Antònia, dirigida per Ferdinando Cito Filomarino i interpretada per Linda Caridi, que presenta els últims deu anys de vida de la gran poetessa italiana del segle xx.

## Obra
- Llibertat condicional. Liriche, Milano, Mondadori, 1939 (edició original pòstuma, amb 91 poesies)
- Flaubert, La formazione letteraria (1830-1856), amb una introducció d'Antonio Banfi, Milano, Garzanti, 1940 (tesi de grau).
- Llibertat condicional. Diari de poesia (1930-1938), Milano, A. Mondadori, 1943 (157 poesies).
- Llibertat condicional. Diari de poesia, Prefaci d'Eugenio Montale, Milano, A. Mondadori, 1948 (3a edició, amb 159 poesies); 1964 (4a edició, amb 176 poesies).
- La vita sognata ed altre poesie inedite, a cura d'Alessandra Cenni i Onorina Dino, Milà, Scheiwiller, 1986.
- Diari, a cura d'Onorina Dino i Alessandra Cenni, Milano, Scheiwiller, 1988.
- L'età delle parole è finita. Lettere (1925-1938), a cura d'Alessandra Cenni i Onorina Dino, Milano, R. Archinto, 1989.
- Parole, a cura d'Alessandra Cenni i Onorina Dino, Milano, Garzanti, 1989.
- A. Pozzi - V. Sereni, La giovinezza che senar trova scampo. Poesie i lettere degli anni Trenta, a cura d'Alessandra Cenni, Milano, Scheiwiller, 1995.
- Mentre tu dormi li stagioni passano..., a cura d'Alessandra Cenni i Onorina Dino, Milano, Viennepierre, 1998.
- Poesia, mi confesso con et. Ultimate poesie inedite (1929-1933), a cura d'Onorina Dino, Milano, Viennepierre, 2004.
- Nelle immagini l'anima. Antologia fotogràfica, a cura de Ludovica Pellegatta i Onorina Dino, Milano, Àncora, 2007.
- Diari i altri scritti, a cura d'Onorina Dino, notes de Matteo M. Vecchio, Milano, Viennepierre, 2008.
- A. Pozzi - T. Gadenz, Epistolario (1933-1938), a cura d'Onorina Dino, Milano, Viennepierre, 2008.
- Li Madri-Montagne. Poesia (1933-1938), a cura de Carla Glori, Foggia, Bastogi, 2009.
- Tutte li operi, a cura d'Alessandra Cenni, Garzanti, Milano, 2009.
- Poesia che el meu guardi, a cura de Graziella Bernabò i Onorina Dino, Roma, Lucca Sossella, 2010.
- Guardami: sono nuda, a cura de Simona Carlesi, Florència, Barbès, 2010.
- Soltanto en sogno. Text i fotografia de Dino Formaggio, a cura de Giuseppe Sandrini, Verona, Alba Pratalia, 2011.
- Lieve offerta. Poesia i prosa, a cura d'Alessandra Cenni i Silvio Raffo, Milano, Bietti, 2012.
- Poesie pasturesi, Missaglia, Bellavite, 2012.
- Tu scrivo dal mio vecchio tavolo. Lettere (1919-1938), a cura de Graziella Bernabò i Onorina Dino, Milano, Àncora, 2014.
- Nel prato azzurro del cielo, a cura de Teresa Porcella, il·lustracions de Gioia Marchegiani, Firenze, Motta Junior, 2015.
- Llibertat condicional. Tutte li poesie, a cura de Graziella Bernabò i Onorina Dino, Milano, Àncora, 2015.
- Li mimose di Antonia, Milano, Àncora, 2016.
- Nei sogni bisogna crederci, Napoli, Paolo Loffredo, 2016.

### Traduccions en català
- Espaiosa tardor. Traducció de Marta Nin. Godall Edicions. Col·lecció «cadup» número 28. 2021, ISBN 978-84-123072-1-4